# Shari Lewis
Shari Lewis (17 de enero de 1933 – 2 de agosto de 1998) fue una ventrílocua, titiritera y presentadora televisiva de programas infantiles de nacionalidad estadounidense, popular entre el público en las décadas de 1960 y 1990. Fue sobre todo conocida por ser la primera marionetista en trabajar con el muñeco Lamb Chop actuando en Hi Mom, un show matinal emitido por la WNBC de la ciudad de Nueva York.

## Primeros años
Su verdadero nombre era Sonia Phyllis Hurwitz, y nació en Nueva York. Sus padres eran Abraham Hurwitz, un profesor de la Universidad Yeshiva, y Ann Ritz, que tuvieron dos hijas. Sus padres estimularon su afición a la interpretación, y a los 13 años de edad su padre le había enseñado a realizar números de magia. Él había sido llamado el "mago oficial" de la ciudad de Nueva York por el alcalde Fiorello La Guardia en la época de la Gran Depresión. Además aprendió acrobacia, malabarismo, patinaje sobre hielo, piano y violín, y aprendió ventriloquia con John W. Cooper. Lewis siguió estudiando piano y violín en la Fiorello H. LaGuardia High School of Music & Art and Performing Arts de Nueva York, baile en la School of American Ballet, e interpretación con Sanford Meisner en el Neighborhood Playhouse. También estudió un año en el Barnard College, tras lo cual se inició en el mundo del espectáculo.

## Carrera
En 1952 Lewis y sus muñecos ganaron el primer premio del show televisivo Arthur Godfrey's Talent Scouts, y la tarde del domingo 5 de julio de 1953 Lewis debutó en el programa infantil Facts N'Fun, emitido en la WNBC de Nueva York.  El programa era un show de variedades en los que se llevaban a efecto juegos, canciones, historias, manualidades, segmentos con noticias y entrevistas a artistas y celebridades. Además interpretaba números cómicos con "Samson" y "Taffy Twinkle". La serie se mantuvo en antena hasta el 26 de septiembre de 1953.  
En otoño de ese año Lewis sucedió a Ted Steel como la segunda y última presentadora de Kartoon Klub, en la WPIX. De nuevo Lewis presentaba un formato de variedades ante un público en directo, apoyándose en las figuras de  "Randy Rocket" y "Taffy Twinkle". Kartoon Klub cambió, a partir del sábado 23 de septiembre de 1956, su título por el de Shari & Her Friends.
En marzo de 1956 Lewis fue artista invitada del show Captain Kangaroo, programa infantil en el cual utilizó por primera vez a su muñeco "Lamb Chop". Un año más tarde trabajaría en Shariland, en este caso utilizando a los títeres "Lamb Chop", "Charlie Horse", "Hush Puppy" y "Wing Ding", dentro del canal WPIX de Nueva York desde el 13 de octubre de 1956 al 22 de diciembre de ese mismo año. Esta serie fue reemitida en la emisora neoyorquina WRCA-TV entre el 16 de agosto de 1957 y el 16 de agosto de 1958, ganando un Premio Emmy neoyorquino como "Mejor Programa Infantil". 
Lewis fue también presentadora de Hi Mom en la WRCA de Nueva York,  entre el 15 de agosto de 1957 y el 20 de marzo de 1959, ganando asimismo un Premio Emmy local.
Para la NBC Lewis presentó otro programa infantil, The Shari Lewis Show, que debutó el 1 de octubre de 1960 y se mantuvo hasta el 28 de septiembre de 1963. En este programa aparecían los muñecos Hush Puppy, Charlie Horse, Lamb Chop, y Wing Ding, y se invitaba de manera ocasional a artistas cinematográficos y celebridades.
Además de escribir más de 60 libros infantiles, en 1968 ella y su marido en aquel momento, Jeremy Tarcher, coescribieron el episodio "The Lights of Zetar" de la tercera y última temporada de Star Trek: la serie original. Lewis esperaba haber podido hacer el papel de la "Tte. Mira Romaine," pero el papel le fue dado a la actriz Jan Shutan.
En 1992, su nuevo show ganador del Premio Emmy, Lamb Chop's Play-Along, empezó a emitirse en el Public Broadcasting Service por un período de cinco años. Otro éxito de PBS en el que trabajó Lewis fue Charlie Horse Music Pizza, uno de sus últimos proyectos antes de fallecer. El video Lamb Chop's Special Chanukah se estrenó en 1996 y ganó el Premio Parents' Choice de ese año.

## Vida personal
Lewis estuvo casada con Stan Lewis y con el editor Jeremy Tarcher, hermano de la novelista Judith Krantz.
La hija de Lewis, Mallory Tarcher, escribió para los shows Lamb Chop's Play-Along y The Charlie Horse Music Pizza. Legalmente cambió su nombre por Mallory Lewis, y en el año 2000 retomó el trabajo de su madre con el personaje Lamb Chop.
A Shari Lewis le diagnosticaron un cáncer de útero en junio de 1998. Mientras era tratada en el Centro Médico Cedars-Sinai de Los Ángeles, California, el 2 de agosto de 1998 desarrolló una neumonía viral y falleció. Tenía 65 años de edad. Sus restos fueron incinerados.

## Galardones
Lewis recibió varios premios y galardones a lo largo de su vida, entre ellos los siguientes:
- 12 Premios Emmy
- Premio Peabody (1960)
- Premio Monte Carlo al Mejor Programa Televisivo Mundial de Variedades Show (1963)
- Premio Kennedy a la Excelencia y a la Creatividad (1983)
- 7 Premios Parents' Choice
- Premio Action for Children's Television
- Premio en 1995 de la American Academy of Children's Entertainment al Artista del Año
- Premio Dor L'Dor otorgado por la B'nai B'rith (1996)
- 3 premios del Festival de Cine de Houston
- Premio Silver Circle de la National Academy of Television Arts and Sciences (1996)
- Premio de Excelencia Film Advisory Board (1996)
- 2 Premios de Oro del Festival de Cine de Charleston (1995)
- Premios de plata y bronce del Festival de Houston (1995)
- Premio de Plata del Festival de Cine y Video de Nueva York (1995)
- En 1998 recibió a título póstumo los Premios Women in Film Los Angeles y Lucy Awards en reconocimiento a la calidad e innovación de sus trabajos que ayudó a realzar el papel de la mujer en el medio televisivo.[6]

## Shows televisivos
- Shariland - 1956–1958
- The Shari Lewis Show - 1960
- The Shari Lewis Show (BBC) - 1975

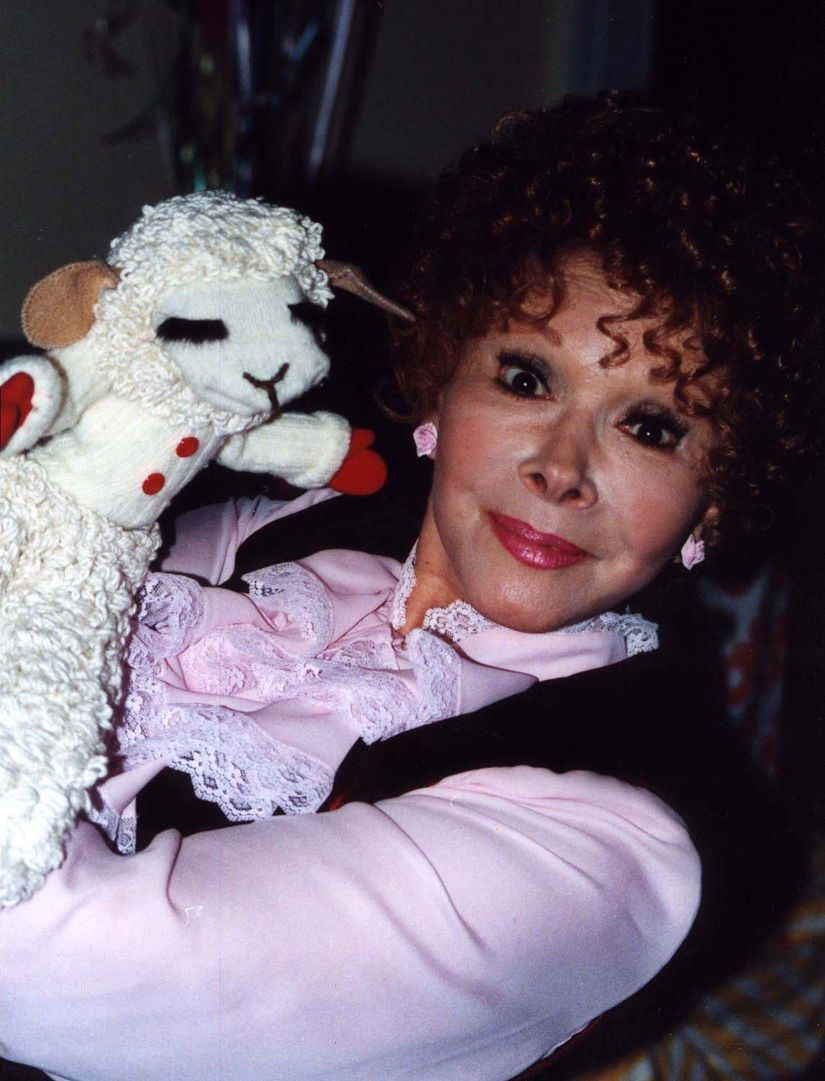
Shari Lewis y Lamb Chop en junio de 1993

- The Shari Show (redifusión) - 1975–1976
- Lamb Chop's Play-Along - 1992–1997
- Charlie Horse Music Pizza - 1998
- Lamb Chop's Sing-Along, Play-Along - 1988
- Don't Wake Your Mom! - 1989
- Lamb Chop in the Land of No Manners - 1989
- Lamb Chop in the Land of No Numbers - 1993
- Lamb Chop and the Haunted Studio - 1994
- Lamb Chop's Special Chanukah - 1995
- Shari's Passover Surprise - 1996

### Actuaciones en episodios televisivos
- Lewis fue una de las muchas estrellas en participar en el show de variedades de la ABC The Pat Boone Chevy Showroom.
- El 14 de abril de 1960 y el 12 de enero de 1961 Lewis intervino en el programa de la NBC The Ford Show.[7]
- "The Off-Broadway Affair", episodio de 1966 de la serie El agente de CIPOL.
- Lewis (y Lamb Chop) intervinieron en el capítulo 2.20, "Lamb Chop's on the Menu", de la sitcom The Nanny, emitido el 13 de febrero de 1995.
- Lewis fue artista invitada en el episodio 1.20, "How High is Up", de la sitcom Car 54, Where Are You?, emitido el 4 de febrero de 1962.

## Discografía
- Hi Kids!, lanzado en 1959 y editado en CD por Shout! Factory.